# Physique des accélérateurs
La physique des accélérateurs est une branche de la physique appliquée, qui vise à élaborer, construire et faire fonctionner des accélérateurs de particules. Il s'agit de l'étude du mouvement, de la manipulation et l'observation de faisceau de particules chargées relativement et de l'interaction de leurs structures d'accélérateur par des champs électromagnétiques.

## Article détaillé
- Focalisation forte